# Elyh Harrison
Elyh Samuel Harrison (2006. február 19.) angol utánpótlás-válogatott labdarúgó, kapus, a Manchester United játékosa, de kölcsönben a Shrewsbury Town színeiben szerepel.

## Pályafutása

### Klubcsapatokban
Ifjúsági játékosként a West Ham United és a Stevenage utánpótlásában nevelkedett, majd 2022-ben csatlakozott a Manchester United akadémiájához. 2024-ben bajnoki címet nyert az U18-as korosztályos csapattal, a 2023–24-es szezonban pedig megkapta a Denzil Haroun-díjat, ami a klub legjobb akadémiai játékosának ítélnek oda minden szezonban. A következő idény első felét kölcsönben a Chesternél töltötte, ahol 18 bajnokin jutott szóhoz. A 2025–2026-os szezonra a negyedosztályú Shrewsbury Townhoz igazolt.

### A válogatottban
Utánpótlás szinten az angol U18-as és az U19-es korosztályos válogatottban is pályára lépett. A Manchester Evening News 2024-ben nemzedékének legtehetségesebb angol kapusáaként jellemezte. Szülei révén dél-afrikai, így akár az afrikai nemzeti csapatban is szerepelhetne.

## Sikerei, díjai
Manchester United
- U18-as angol bajnok: 2023–24

Egyéni
- Denzil Haroun-díj az év akadémiai játékosánakː 2023–24